# Connor Winchester
Connor Winchester (Australia, 19 de abril de 1997) es un jugador profesional australiano de rugby que se desempeña en la posición de apertura en Dallas Jackals, equipo perteneciente a la liga Major League Rugby.

## Carrera
En 2018, Winchester se unió al equipo Northern Suburbs RFC (2018-2021), después pasó a Hunter Wildfires (2021-2023), luego a Dallas Jackals, disputando su primera temporada en la Major League Rugby.